# Helloween
Helloween er et tysk power metalband der blev stiftet i 1984 af medlemmer fra Iron Fist og Powerfool. Helloween er mest kendt for at være pionerer indenfor power metal-genren
Siden dannelsen har Helloween udgivet 16 studiealbums, fire livealbums, tre EP'er og 30 singler, og modtaget 14 guld og seks platinplader, og de har solgt over 10 millioner albums på verdensplan. Helloween er ofte blevet omtalt som "power metals fader", samt en af de fire såkaldt "fire store" i genrens tidlige tyske scene sammen med Grave Digger, Rage og Running Wild, og som en af "fire stor" bands i genren generelt sammen med Blind Guardian, Sabaton og DragonForce.

## Historie
Bandet blev stiftet i 1984 under navnet "Iron Fist". Da bestod bandet af forsanger og guitarist Kai Hansen, guitarist Michael Weikath, bassist Marcus Großkopf og trommeslager Ingo Schwichtenberg.
Bandets første single blev udgivet i 1984 med navnet "Judas", hvorefter deres første album, Helloween, hurtigt udkom bagefter.
Ikke mere end et år senere, udkom deres andet album, ved navn Walls of Jericho, hvilket solgte mere end 5 gange så meget som den første. Walls of Jericho blev en af de mest solgte metal albums i Tysklands historie. Kort efter udgivelsen, kom et nyt medlem til gruppen. Hans navn var Michael Kiske, og skulle synge for i bandet. Selvom Kai Hansen var blevet erstattet som forsanger, blev han dog i bandet.
Et halvt år efter Kiskes ankomst, udgav de deres tredje cd, Keeper of the Sven Keys - Part I, som solgte endnu mere end den foregående. Denne cd gjorde det tyske band kendt i udlandet.
I 1987, kom fortsættelsen af den foregående cd. Keeper of the Seven Keys - Part II Denne gav deres første hit udenfor Europa, nemlig "I want out", der kom på top 10 på 3 amerikanske heavy-top 10'er.
I fire år, skete der næsten intet, hvad angik indspilning af albums. De udgav en enkelt live-cd, men måtte vente helt til efteråret, 1991, på at udgive et nyt studiealbum. Det nye album, Pink bubbles go ape, solgte ikke for godt i forhold til "Keeper"-serien Men 1991 var også året, hvor Kai Hansen måtte sige op fra bandet på grund af et mindre biluheld, der forårsagede en håndledsskade. Den nye guitarist, Roland Grapow, blev glædeligt modtaget af fans, der købte den nye cd.
I 1993, blev albummet Chameleon udgivet, og solgte ca. det samme som "Keeper of the Seven Keys – Part I". Efter indspilningen af denne, blev trommeslageren, Ingo Schwichtenberg, skitzofren og smidt ud af bandet. Ingo havde i forvejen problemer med sit alkohol- og stofmisbrug, og det gjorde det bestemt ikke bedre.
I 1994, kom den nye trommeslager, Uli Küsch optaget i bandet som erstatning for Ingo. Michael Kiske forlod også bandet i dette år, og blev erstattet af Andi Deris, som stadig sidder på posten som forsanger.
Året efter, begik Ingo Schwichtenberg selvmord på grund af de problemer, han gik og døjede med. Derfor, udgav bandet i 1996 albummet The Time of the Oath til minde om Ingo.
I 1998, udgav bandet cd'en "Better than Raw", som blev deres mest solgte nogensinde.
Året derpå, udgav bandet deres første box, der indeholdte nogle forskellige klassiske rock- og popsange, fra for eksempel David Bowie og Abba.
Ved årtusindskiftet, udgav de cd'en, The Dark Ride, der blev deres mest solgte album nogensinde.
I 2002, udgav de deres store opsamlingsboks, der havde 2 cd'er. Denne blev ikke solgt så meget, da den var for dyr i forhold til bandets popularitet.
I 2003, udkom Rabbit don't come Easy, der heller ikke blev solgt så godt. Mange fans ville mene, at de var blevet for poppede, og synes derfor ikke om denne nye cd. Mange andre, der ikke havde hørt om bandet før, købte dog cd'en, fordi de havde hørt nogle hits i radioen. Her havde de også været nødt til at skifte trommeslager igen. Uli Küsch blev skiftet ud med Mark Cross, der blev alvorligt syg efter kun at have indspillet to sange på cd'en. Derfor, måtte bandet låne trommeslageren, Mickey Dee fra Motörhead til at indspille resten af numrene. Til koncerter og lignende, fik de trommeslageren, Stefan Schwarzmann, der desværre måtte skiftes ud i 2005, hvor de afsluttede "Keeper"-serien med Keeper of the Seven Keys - The Legacy. Den nye trommeslager, var Dani Löble, der var et godt fund for bandet. Men trommeslageren, var ikke den eneste, der blev skiftet ud; guitaristen, Roland Grapow, blev skiftet ud med den unge Sascha Gerstner.

## Medlemmer
- Michael Weikath – Guitar (1984-nuværende)
- Markus Grosskopf – Bas (1984-nuværende)
- Kai Hansen – Vokal, Guitar (1984-1989, 2016-nuværende)
- Michael Kiske – Vokal (1986-1993, 2016-nuværende)
- Andi Deris – Vokal (1994-nuværende)
- Sascha Gerstner – Guitar (2002-nuværende)
- Daniel "Dani" Löble – Trommer (2005-nuværende)

### Tidligere medlemmer
- Ingo Schwichtenberg – Trommer (1984-1993)
- Roland Grapow – Guitar (1989-2001)
- Uli Kusch – Trommer (1994-2001)
- Mark Cross – Trommer (2001–2003)
- Stefan Schwarzmann – Trommer (2003-2005)

## Diskografi
- Helloween (1985)
- Walls of Jericho (1985)
- Keeper of the Seven Keys Part I (1987)
- Keeper of the Seven Keys Part II (1988)
- Pink Bubbles Go Ape (1991)
- Chameleon (1993)
- Master of the Rings (1994)
- The Time of the Oath (1996)
- Better Than Raw (1998)
- The Dark Ride (2000)
- Rabbit Don't Come Easy (2003)
- Keeper of the Seven Keys - The Legacy (2005)
- Gambling With The Devil (2007)
- Unarmed - 25 years anniversary (2010)
- 7 Sinners (2010)
- Straight Out of Hell (2013)
- My God-Given Right (2015)
- Helloween (2021)

### EPs/singles
- - "Helloween" (1985)
  - "Judas" (1986)
  - "Future World" (1987)
  - "Dr. Stein" (1988)
  - "Save Us" (1988)
  - "I Want Out" (1988)
  - "Kids of the Century" (1991)
  - "Number One" (1992)
  - "When the Sinner" (1993)
  - "Windmill" (1993)
  - "Step Out of Hell" (1993)
  - "I Don't Wanna Cry No More" (1993)
  - "Mr. Ego" (1994)
  - "Where the Rain Grows" (1994)
  - "Perfect Gentleman" (1994)
  - "Sole Survivor" (1995)
  - "The Time of the Oath" (1996)
  - "Power" (1996)
  - "Forever and One" (1996)
  - "Forever and One Live" (1996)
  - "Hey Lord!" (1998)
  - "I Can" (1998)
  - "Lay All Your Love on Me" (1999)
  - "If I Could Fly" (2000)
  - "Mr. Torture" (2000)
  - "Just a Little Sign" (2003)
  - "Mrs. God" (2005)
  - "Light the Universe" (2006)
  - "As long as I fall" (2007)
  - "Find my Freedom" (2008)
  - "Dr. Stein" (2009)
  - "Are You Metal?" (2010)
  - "Burning Sun" (2012)
  - "Nabataea" (2013)
  - "Pumpkins United" (2017)

### VHS/DVD
- - The Pumpkin Video (1994)
  - High Live (1996)
  - The Pumpkin Video (2000)
  - Hellish Videos (2005)
  - Keeper of the Seven Keys – The Legacy World Tour 2005/2006 (2007)

### Tributes
- - The Eastern Tribute to Helloween (1999)
  - The Keepers of Jericho - Part I (2000)
  - The Keepers of Jericho - Part II (2002)
  - Trick or Treat - Tribute Live (2003)
  - Helloween Brazilian Tribute - 30 Years of Happiness (2014)

### Compilations
- - Pumpkin Tracks (1989)
  - The Best, The Rest, The Rare (1991)
  - Karaoke Remix vol. 1 (1998)
  - Karaoke Remix vol. 2 (1998)
  - Metal Jukebox (2000)
  - Treasure Chest (2002)
  - Unarmed – Best of 25th Anniversary (2010)
  - The Blind Hammer of Hell (2014)

### Live albums
- - Live in the U.K. (1989)
  - High Live (1996)
  - Keeper of the Seven Keys – The Legacy World Tour 2005/2006 (2007)